# Yağlıdere
Yağlıdere là một huyện thuộc tỉnh Giresun, Thổ Nhĩ Kỳ. Huyện có diện tích 322 km² và dân số thời điểm năm 2007 là 19118 người, mật độ 59 người/km².